# Borgu
 (juillet 2019).
Si vous disposez d'ouvrages ou d'articles de référence ou si vous connaissez des sites web de qualité traitant du thème abordé ici, merci de compléter l'article en donnant les références utiles à sa vérifiabilité et en les liant à la section « Notes et références ».

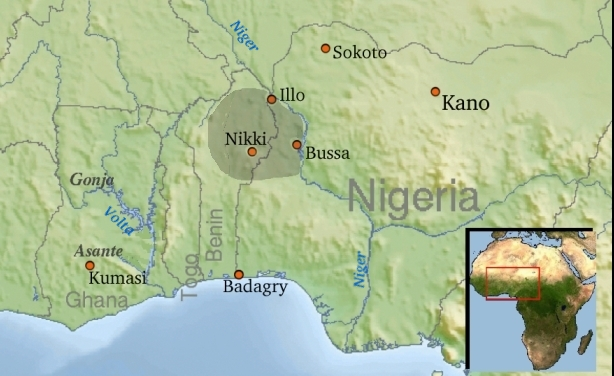
Localisation

Le Borgu est une région de l'ouest du Nigeria et du nord de la République du Bénin. Elle fut partagée entre l'Empire britannique et la France par l'accord anglo-français de 1898. Le Borgu est peuplé par les Bariba (ou Borgawa).

## Histoire: légende de Kisra
D'après la légende de Kisra, connue partout au Borgu, les petits royaumes du pays furent fondés par un héros du nom de Kisra, supposé avoir émigré avec ses hommes de la ville de Birnin Kisra ("ville de Kisra") en Arabie. Ses frères auraient fondé au Borgu les royaumes d'Illo, de Boussa et de Nikki. Les descendants de Kisra seraient ainsi à l'origine de l'aristocratie dominante des Wassangari.

## Situation actuelle

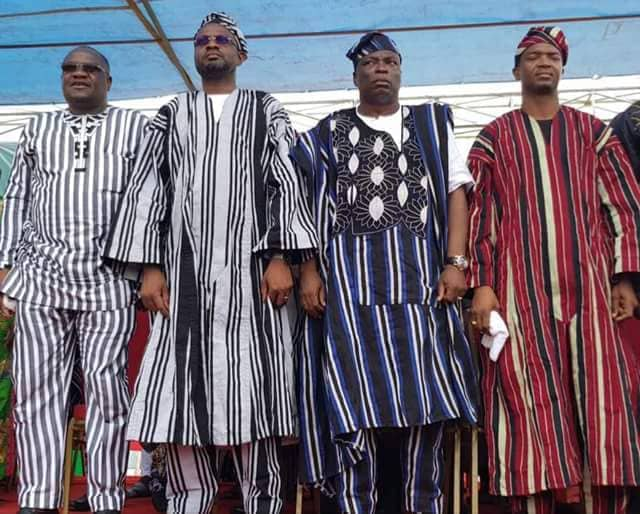
Le taako, tenue traditionnelle du Borgu.

En dépit de la frontière coloniale, il existe toujours de nombreux échanges entre les petits royaumes du Borgu situés au Bénin et au Nigeria. 
Trois royaumes prédominent : Bussa (Nigeria), traditionnellement considéré comme le centre culturel du Borgu, Nikki (Bénin) le centre politique, et Illo (actuellement situé dans l'État de Kebbi (Nigeria), le centre commercial. 
Classé depuis la période coloniale comme émirat, Bussa est aujourd'hui nettement plus important que les autres royaumes.

## Homonymie
- Une graphie locale pour Borgo en Corse
- Borgu (LGA), une zone de gouvernement local au Nigeria dans l'État de Niger